# Wojciech Kosiba
Wojciech Kosiba pseud. Grom, Jakub, Stary (ur. 11 grudnia 1901 w Harklowej, zm. 14 września 1975 w Jaśle) – polski polityk i działacz komunistyczny, poseł na Sejm PRL I kadencji (1952-1957).

## Życiorys
Skończył 4 klasy szkoły powszechnej, następnie kształcił się jako samouk. Był pomocnikiem kowalskim i robotnikiem w kopalniach nafty. W latach 1922–1924 odbył służbę wojskową. Członek KPP, Związku Młodzieży Komunistycznej (ZMK)/KZMP, sekretarz Komitetu Dzielnicowego (KD) KPP w Harklowej. Od 1925 do 1931 członek zarządu TUR w jasielskim. Działał w komitetach strajkowych w kopalniach nafty, w których pracował. IX 1931 wyjechał do ZSRR jako delegat Okręgu Naftowego KPP na obchody 14 rocznicy rewolucji październikowej. Wrócił do kraju w lutym 1932. 1933-1935 więziony za działalność komunistyczną. Od kwietnia 1942 ukrywał się przed gestapo. Organizował PPR w powiecie jasielskim, gorlickim i krośnieńskim. Od czerwca 1942 dowódca oddziału GL i członek Komitetu Podokręgowego PPR Podkarpacie. Od 1943 członek Sztabu Podokręgu i Okręgu GL i AL. Na początku 1944 brał udział w zakładaniu konspiracyjnych gminnych rad narodowych. Po wojnie został przewodniczącym Związku Uczestników Walki Zbrojnej i należał do Komitetu Wojewódzkiego PPR, a następnie PZPR w Rzeszowie oraz był pełnomocnikiem ds. reformy rolnej w powiecie Jasło. Brał aktywny udział w agitacji przed referendum 1946 i wyborami 1947. W 1956 został wybrany z okręgu 63 Krosno posłem na Sejm PRL I kadencji. Był odznaczony m.in. Orderem Sztandaru Pracy I i II klasy i Krzyżem Partyzanckim.